# Human Protein Atlas-projektet
Human Protein Atlas-projektet är ett svenskt initiativ som startades 2003 i syfte att systematiskt utforska människans samtliga proteiner (proteomet) på cell-, vävnads- och organnivå. För att lyckas med detta, används en strategi med integrerad omik, vilket inkluderar antikroppsbaserad vävnadsproteomik, transkriptomik, masspektrometri-baserad proteomik och systembiologi. All data finns fritt tillgänglig online på projektets databas och kunskapssida för att möjliggöra för forskare inom akademin och företag, samt för allmänheten, att utforska det humana proteomet. Databasen utgör en viktig startpunkt för identifiering av vävnads- och cellspecifika uttrycksmönster, samt för analys av kandidatproteiner som misstänks vara kopplade till hälsa och sjukdom.

## Tolv sektioner
Human Protein Atlas består av tolv olika sektioner som är specialiserade på specifika aspekter av den omfattande analysen av det mänskliga proteomet.
- Tissue - fördelning av människans proteiner i samtliga vävnader och organ i kroppen.
- Brain - utforskning av proteinuttryck i däggdjurs-hjärnan genom integration av data från tre däggdjur (människa, gris och mus).
- Single Cell Type - uttrycksnivåer av proteiner i människans olika celltyper.
- Tissue Cell Type - utforskning av celltypsuttrycksspecificitet för alla humana proteinkodande gener.
- Pathology - påverkan av proteinernas nivåer på överlevnad för cancerpatienter.
- Disease - nivåer av protein i blodet hos patienter med olika sjukdomar, samt proteinpaneler för att förutsäga sjukdomar.
- Immune Cell - uttrycksnivåer av proteiner hos människoblodets olika celltyper.
- Blood Protein - nivåer av protein i blodet, samt distribution av de proteiner som utsöndras från olika celltyper i kroppen.
- Subcellular - subcellulär lokalitet för proteiner i enskilda celler.
- Cell Line - uttrycksnivåer av proteiner i olika människocell-linjer.
- Structure - prediktionsbaserade och experimentellt framtagna 3D-modeller av proteinernas struktur med indikerade bindningsplatser för antikroppar och olika varianter i populationen och vid sjukdom.
- Interaction - interaktionsnätverksdata baserat på protein-protein-interaktioner från IntAct-databasen samt metaboliska nätverk från metabolicatlas.org med mRNA-uttrycksdata för gener associerade med metabolism.

## Övriga funktioner
I tillägg till HPA:s tolv sektioner för kartläggning av gen- och proteinuttryck, innehåller HPA:s webbsida även olika funktioner för att stödja utforskningen av HPA:s data och människans proteom, bl.a. utbildningsmaterial och fritt tillgänglig nedladdningsbar data.
- Learn-sektionen på HPA:s webbsida innehåller utbildningsmaterial i form av information om antikroppsbaserade tekniker, en dictionary för histologi och utbildningsvideor. HPA:s dictionary är ett interaktivt verktyg för fri utforskning av högupplösta bilder av hela mikroskop-snitt från kroppens olika organ och vävnader, olika cancertyper och cellstrukturer. Utforskning av bilderna guidas med hjälp av detaljerade beskrivningar av de relevanta strukturella elementen i vävnaderna och cellerna. HPA har även producerat utbildningsvideor som utforskar människokroppen i 3D med hjälp av antikroppsbaserade data och ljusarkmikroskopi (eng: light sheet microscopy). Utbildningsvideorna finns fritt tillgängliga på HPA:s webbsida och på en YouTube-kanal.
- Nedladdningsbar data - Den data som används till HPA har gjorts fritt tillgänglig på HPA:s webbsida för att uppmuntra och bidra till vidare studier inom forskningssamhället. Datat finns i 30 olika former och hittas på sidan för nedladdningsbara data.

Human Protein Atlas-projektet är ett samarbete mellan de svenska universiten Kungliga Tekniska högskolan, Uppsala universitet, Akademiska sjukhuset i Uppsala, Karolinska Institutet, Chalmers tekniska högskola, samt den nationella infrastrukturen SciLifeLab.